# 安城市立桜井中学校
安城市立桜井中学校（あんじょうしりつ さくらいちゅうがっこう）は、愛知県安城市小川町にある公立中学校。

## 概要
- 安城市立桜井小学校校区、安城市立桜林小学校校区の生徒が通学する[1]。
- 旧・碧海郡桜井町の中学校であった。

## 沿革
- 1947年（昭和22年）4月 - 桜井村立桜井中学校として開校。桜井村立桜井第二小学校[注釈 1]の校舎の一部と公民館を仮校舎とする。
- 1948年（昭和23年）5月 - 現在地に校舎が完成する。
- 1951年（昭和26年）4月 - 管理棟が完成する。
- 1956年（昭和31年）6月5日 - 桜井村が町制施行し、桜井町となる。同時に桜井町立桜井中学校に改称する。
- 1958年（昭和33年）4月 - 特別教室棟（家庭室など）が完成する。
- 1961年（昭和36年）4月 - 特別教室棟（美術室、音楽室など）が完成する。
- 1963年（昭和38年）12月 - 図書棟が完成する。
- 1966年（昭和41年）10月 - 体育館が完成する。
- 1967年（昭和42年）4月1日 - 桜井町が安城市に編入される。同時に安城市立桜井中学校に改称する。
- 1970年（昭和45年）6月 - プールが完成する。
- 1971年（昭和46年）7月 - 火災により校舎の一部が焼失する。
- 1972年（昭和47年）3月 - 新校舎（鉄筋コンクリート造・現在の北舎）が完成する。
- 1976年（昭和51年）3月 - 北舎を増築する。
- 1979年（昭和54年）3月 - 第二体育館が完成する。
- 1980年（昭和55年）1月 - 北舎を増築する。
- 1983年（昭和58年）2月 - 南舎、技術科棟が完成する。
- 1984年（昭和59年）1月 - 北舎を増築する。

## 交通アクセス
- 名鉄西尾線桜井駅下車、徒歩約10分。
- あんくるバス桜井線「桜井中央公園」バス停より徒歩約3分。

## 周辺施設
- 愛知県立安城南高等学校
- 愛知県立安城特別支援学校
- 安城市立桜井小学校
- 安城市立桜林小学校
- 小川保育園
- 桜井中央公園
- 姫小川古墳
- 名鉄西尾線桜井駅

## 著名な出身者
- 三星元人（安城市長）[2]
- 平林駿登（陸上選手 - 2023年インターハイ陸上男子走幅跳7位入賞）